# Závadka (okres Gelnica)

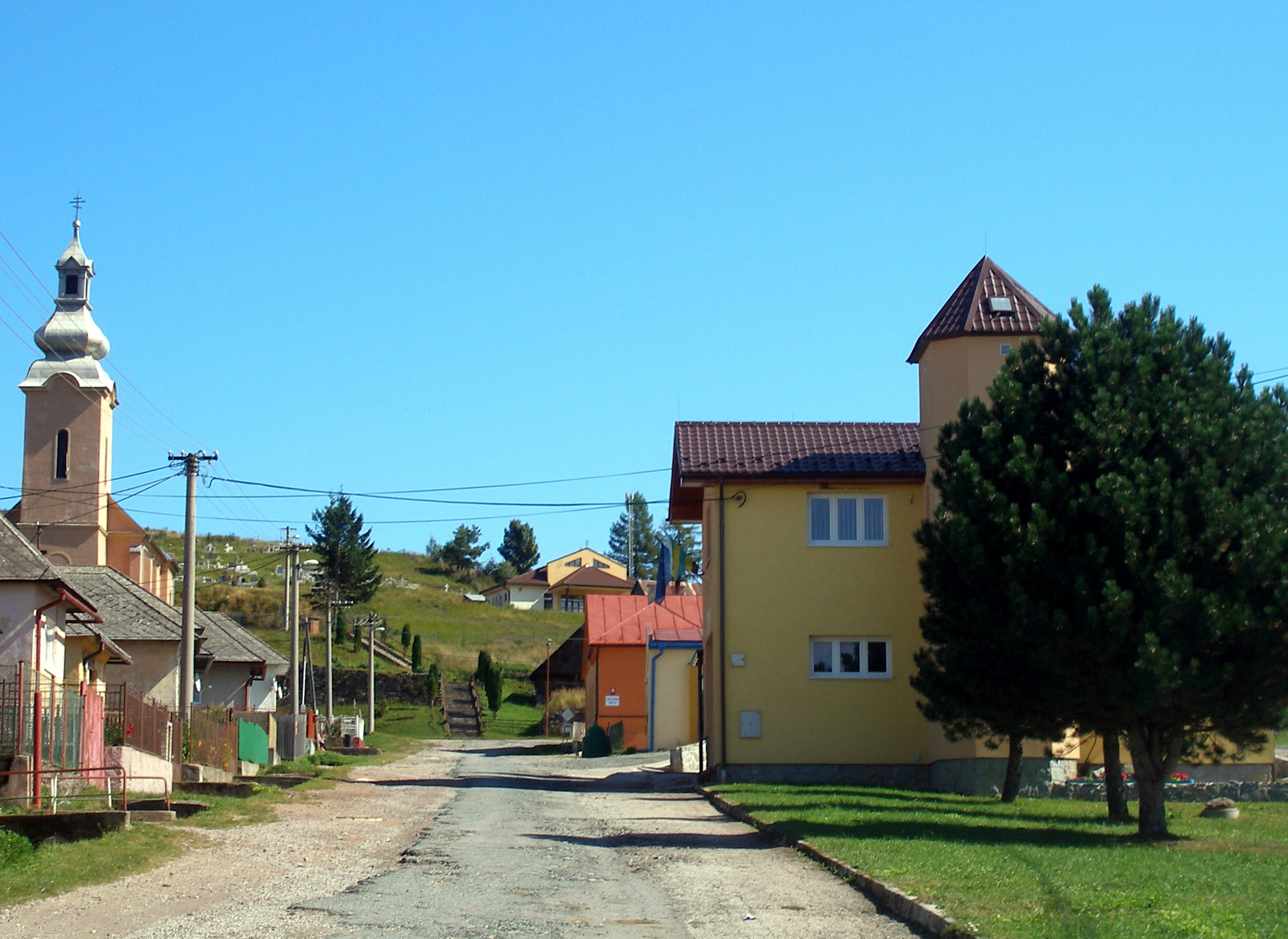
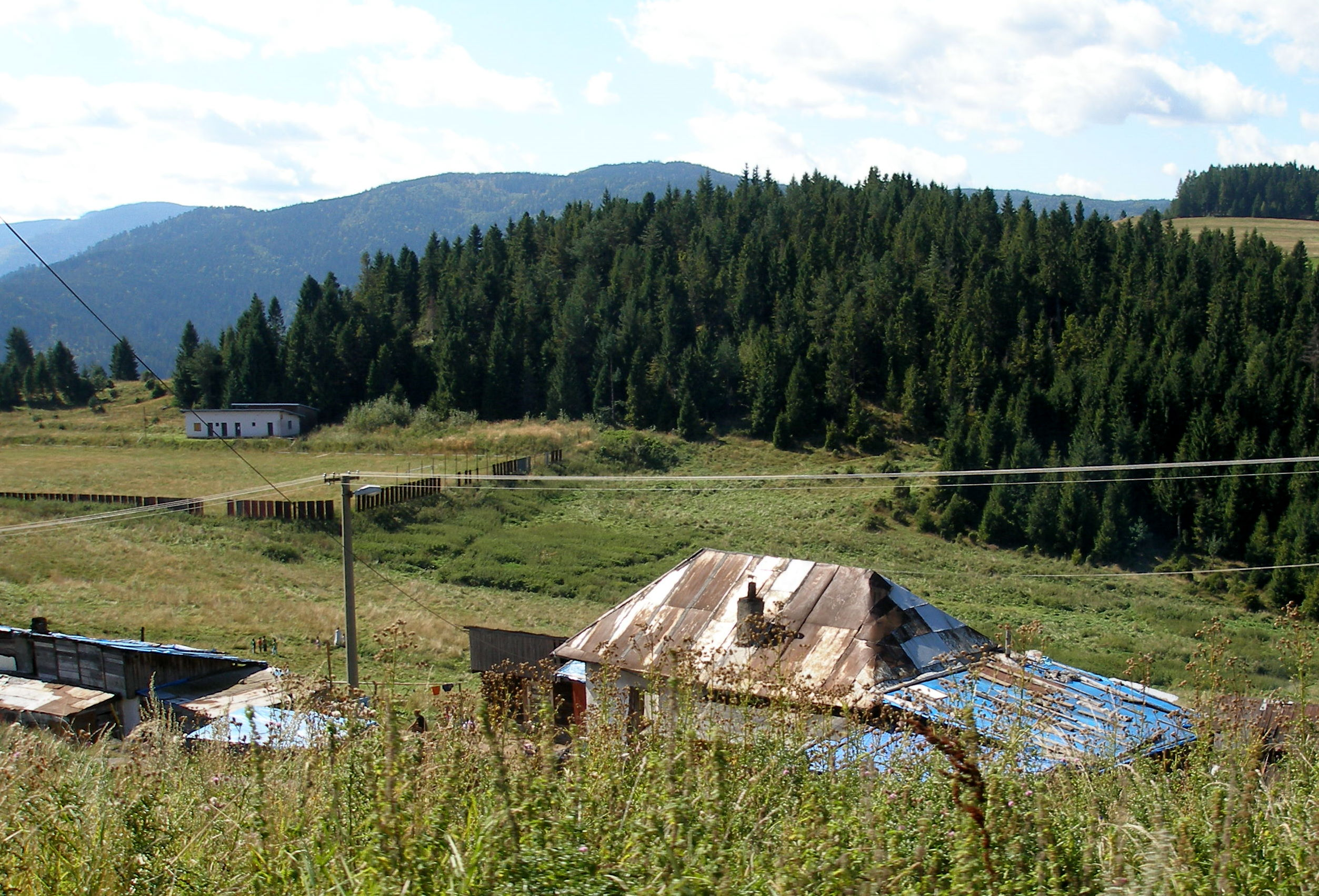
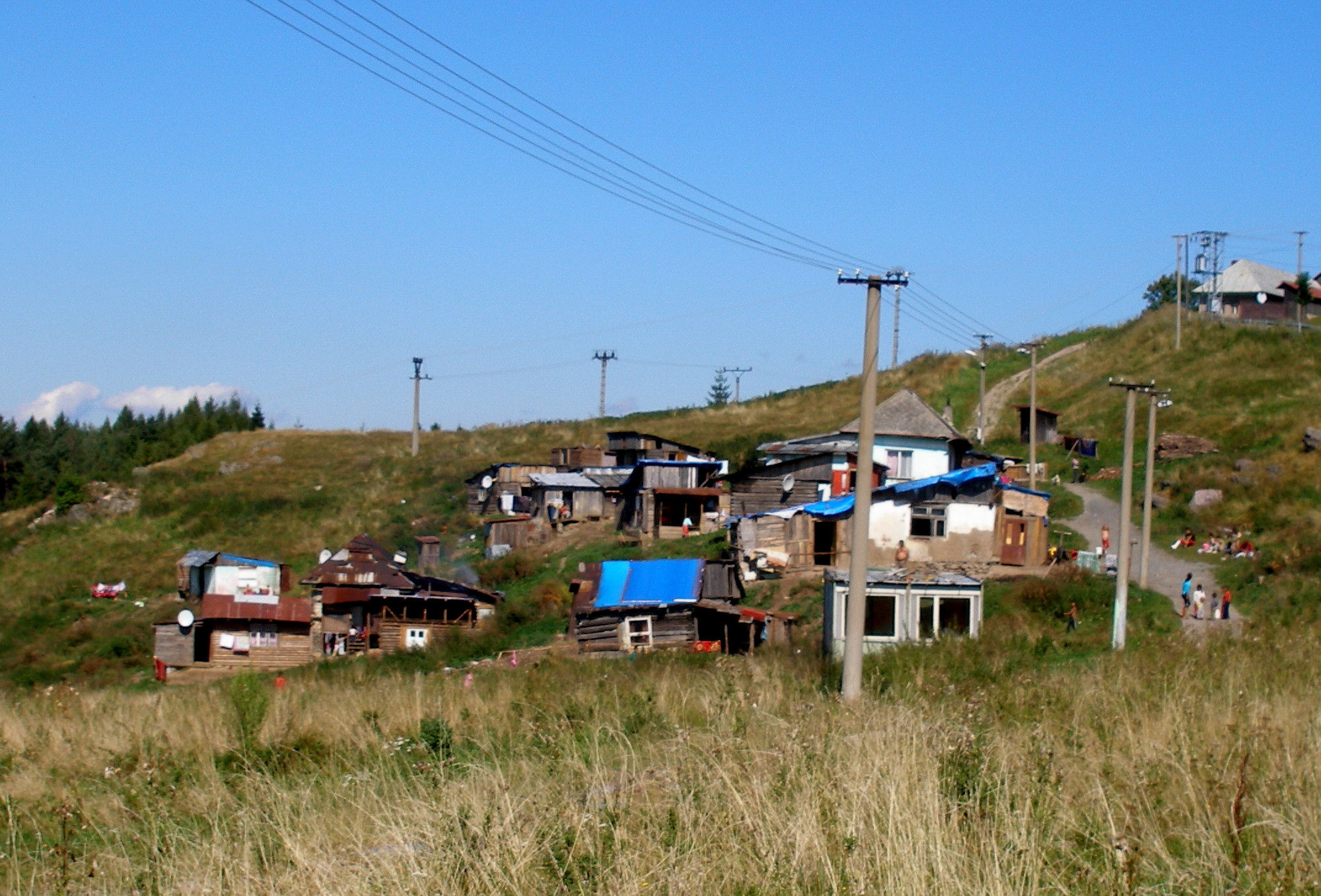

Závadka (Hongaars:Görögfalu) is een Slowaakse gemeente in de regio Košice, en maakt deel uit van het district Gelnica.
Závadka telt 520 inwoners.
Gelnica · Helcmanovce · Henclová · Hrišovce · Jaklovce · Kluknava · Kojšov · Margecany · Mníšek nad Hnilcom · Nálepkovo · Prakovce · Richnava · Smolnícka Huta · Smolník · Stará Voda · Švedlár · Úhorná · Veľký Folkmar · Závadka · Žakarovce